# Paraconchoecia cophopyga
Paraconchoecia cophopyga är en kräftdjursart som först beskrevs av G. W. Müller 1906.  Paraconchoecia cophopyga ingår i släktet Paraconchoecia och familjen Halocyprididae. Inga underarter finns listade i Catalogue of Life.